# عملية مراقبة السماء
عملية مراقبة السماء كانت إحدى مهام الناتو لمراقبة الرحلات الجوية غير المصرح بها في المجال الجوي للبوسنة والهرسك خلال حرب البوسنة والهرسك. بدأت العملية استجابة لقرار مجلس الأمن التابع للأمم المتحدة رقم 781 الذي نص على حظر استخدام الطائرات العسكرية في المجال الجوي البوسني وطلب مساعدة الدول الأعضاء في مراقبة الامتثال. بدءا من 16 أكتوبر 1992 راقب الناتو انتهاكات منطقة حظر الطيران باستخدام طائرة نظام الإنذار المبكر والتحكم بوينغ إي-3 سينتري المتمركزة في ألمانيا وإيطاليا واليونان والمملكة المتحدة. وثقت العملية أكثر من 500 انتهاك لمنطقة حظر الطيران بحلول أبريل 1993. ردا على هذا الحجم الكبير من الرحلات الجوية غير المصرح بها أصدر مجلس الأمن القرار رقم 816 الذي سمح لحلف الناتو بفرض منطقة حظر الطيران والتعامل مع المخالفين. ردا على ذلك قام الناتو بإلغاء تنشيط مراقبة السماء في 12 أبريل 1993 ونقل قواته إلى عملية حظر الطيران التي تم إنشاؤها حديثا.

## الخلفية
في 25 سبتمبر 1991 في بداية حروب يوغوسلافيا أصدر مجلس الأمن التابع للأمم المتحدة القرار 713 الذي نص على «حظر عام وكامل على جميع شحنات الأسلحة والمعدات العسكرية إلى يوغوسلافيا» بهدف الحد من العنف وإراقة الدماء في جميع أنحاء البلاد. في مايو أعاد مجلس الأمن التأكيد على الحظر في القرار 757 وأضاف بندا لقوة بحرية لمراقبة الامتثال للحظر. في القرار 757 دعا المجلس الدول أيضا إلى «رفض السماح لأي طائرة بالإقلاع أو الهبوط في أو التحليق فوق أراضيها إذا كان من المقرر أن تهبط في أراضي جمهورية يوغوسلافيا الاتحادية أو تقلع منها» سابقة للتدابير اللاحقة لمكافحة الطيران.
ردا على القرار 757 بدأ الناتو تنفيذ أولى عملياته نيابة عن الأمم المتحدة في 16 يوليو 1992 من خلال عملية المراقبة البحرية التي راقبت انتهاكات قرارات مجلس الأمن من قبل السفن. كجزء من عملية المراقبة البحرية أرسل الناتو طائرات الإنذار المبكر المحمولة جوا بوينغ إي-3 سينتري إلى المنطقة لمراقبة حركة المرور البحرية. قامت هذه الطائرات بأكثر من 200 مهمة على مدار العملية.
في 9 أكتوبر 1992 أصدر مجلس الأمن القرار رقم 781. في القرار أعرب مجلس الأمن عن قلقه بشأن استخدام الطائرات من قبل المتحاربين في الحرب في البوسنة والهرسك وفرض «حظرا رسميا على الرحلات الجوية العسكرية في المجال الجوي للبوسنة والهرسك». كما دعا الدول الأعضاء إلى مساعدة قوة الحماية التابعة للأمم المتحدة في مراقبة «الامتثال للحظر المفروض على الرحلات الجوية العسكرية». بعد ذلك بوقت قصير في 15 أكتوبر بدأت طائرات الناتو العاملة تحت المراقبة البحرية في مراقبة الرحلات الجوية فوق البوسنة والهرسك لصالح الأمم المتحدة. كان الهدف الأساسي لهذه المهمة إجراء المراقبة من أجل تحديد ما إذا كانت الأطراف المختلفة في النزاع تحترم منطقة حظر الطيران التابعة للأمم المتحدة أم لا. في اليوم التالي 16 أكتوبر بدأت عملية مراقبة السماء رسميا عندما وسعت طائرات الناتو مراقبتها بمسارات طيران فوق البحر الأدرياتيكي.

## العملية
أثناء عملية مراقبة السماء عملت الطائرات في «مدارين» أحدهما فوق البحر الأدرياتيكي الذي أنشئ في 16 أكتوبر والآخر فوق المجر تم إنشاؤه بإذن من الحكومة المجرية في 31 أكتوبر. يعمل كلا المدارين على مدار 24 ساعة في اليوم ويوفران مراقبة مستمرة للمجال الجوي البوسني. كانت الرحلة الأولى فوق المجر في 31 أكتوبر بمثابة معلم هام في تاريخ الناتو حيث كانت «أول مهمة تشغيلية في دولة سابقة في حلف وارسو» للحلف. والأهم من ذلك وافقت المجر على أنه إذا تعرضت طائرة تابعة لحلف شمال الأطلسي للهجوم في مجالها الجوي فإن القوات الجوية المجرية ستوفر الدعم بمقاتلات ميكويان-جوريفيتش ميج-21. لم يصبح هذا الدعم ضروريا أبدا ولكنه يمثل معلما مهما آخر وهو التعاون العسكري الفعلي بين الناتو وحلف وارسو السابق.
تم سحب طائرة المراقبة الخاصة بعملية مراقبة السماء في البداية من سرب الإنذار المبكر المحمول جوا التابع لحلف الناتو المتمركز في قاعدة جيلينكيرشن الجوية لحلف الناتو في ألمانيا لكن قاعدة أفيانو الجوية في إيطاليا وبروزة في اليونان وطرابنش في إيطاليا كانت جميعها تستخدم كقواعد تشغيل أمامية. مع توسع العملية تم أيضا استخدام السرب البريطاني رقم 8 في سلاح الجو الملكي والسرب الفرنسي في قاعدة أفورد الجوية. وقعت جميع قوات الناتو هذه تحت سلطة قوات الحلفاء في جنوب أوروبا بقيادة الأدميرال جيريمي بوردا من بحرية الولايات المتحدة. قدمت إحدى عشرة دولة من دول الناتو أفرادا أو طائرات للعملية: بلجيكا وكندا والدنمارك وألمانيا واليونان وإيطاليا وهولندا والنرويج والبرتغال وتركيا والولايات المتحدة.
كانت قواعد الاشتباك في عملية مراقبة السماء شديدة التقييد. نظرا لأن الغرض من العملية كان مراقبة الرحلات غير المصرح بها وليس منعها فقد سُمح للطائرات المشاركة فقط باستخدام القوة للدفاع عن النفس. علاوة على ذلك بموجب قواعد الاشتباك تم توجيه قوات الناتو لاتخاذ إجراءات مراوغة إذا تعرضت للهجوم بدلا من الاشتباك مع خصم إذا كان ذلك ممكنا. نتيجة لقواعد الاشتباك الصارمة لم تشارك أي من قوات الناتو في القتال أثناء عملية مراقبة السماء.
وثقت عملية مراقبة السماء العديد من الانتهاكات لمنطقة الحظر الجوي كان أبرزها في مارس 1993 عندما قصفت طائرات صربية قريتين مسلمتين. أدى هذا الانتهاك وهو أول «انتهاك قتالي» لمنطقة حظر الطيران إلى دعوات لحلف شمال الأطلسي لفرض المنطقة بشكل فعال بدلا من مجرد مراقبة الامتثال.

## النتائج
في بداية أبريل 1993 وثق الناتو أكثر من 500 انتهاك لمنطقة حظر الطيران فوق البوسنة والهرسك بما في ذلك انتهاكات من جميع أطراف النزاع. من بين هذه الانتهاكات العديدة وثق الناتو واحدا فقط اعتبره «مهمة قتالية». على الرغم من أن معظم الانتهاكات لم تكن مهام قتالية إلا أن الناتو قرر حتى قبل نهاية عملية مراقبة السماء أن الحظر الذي فرضته الأمم المتحدة غير فعال. في 18 ديسمبر 1992 صوت أعضاء الناتو لفرض منطقة حظر الطيران بالقوة العسكرية إذا طلبت ذلك الأمم المتحدة. اكتسب هذا التصعيد في مشاركة الناتو أيضا دعما حاسما من الرئيس الأمريكي المنتخب بيل كلينتون في ديسمبر عندما قال للصحافة إنه «كان يؤيد فرض منطقة حظر الطيران لبعض الوقت».

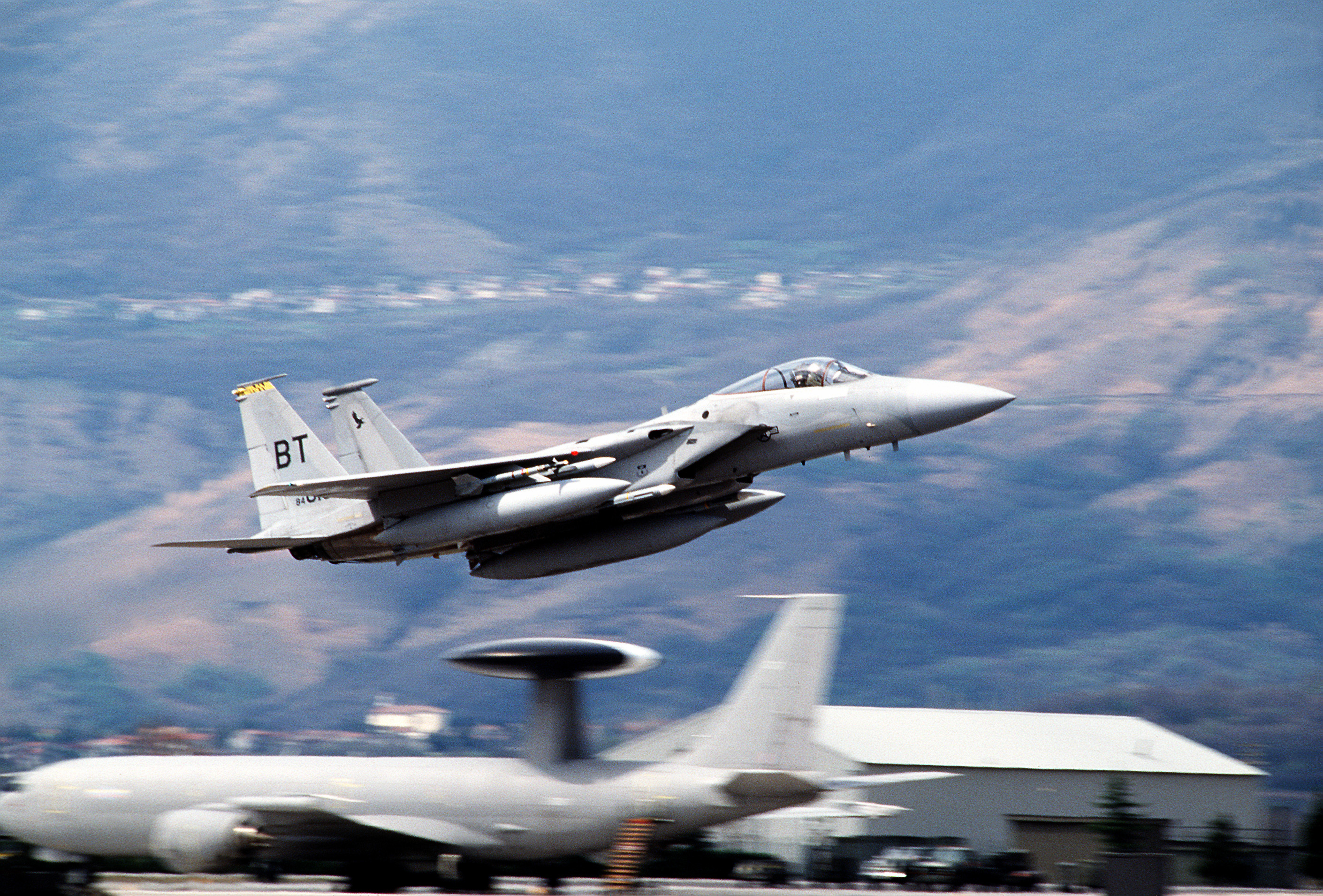
طائرة من طراز إف-15 إيغل تابعة للقوات الجوية الأمريكية تقلع في طلعة جوية لفرض منطقة حظر الطيران أثناء عملية حظر الطيران.

دعت الأمم المتحدة حلف شمال الأطلسي إلى استخدام القوة ردا على «الانتهاكات الصارخة للحظر المفروض على الرحلات الجوية العسكرية في المجال الجوي للبوسنة والهرسك» بقرار مجلس الأمن رقم 816 في 31 مارس 1993. وقد سمح القرار للدول الأعضاء في الأمم المتحدة «بالقيام بكل شيء» من أجل اتخاذ التدابير اللازمة من أجل ضمان الامتثال لمنطقة حظر الطيران. نتيجة لهذا القرار الجديد ألغى الناتو تنشيط عملية مراقبة السماء وبدأ عملية منع الطيران في 12 أبريل 1993. تحت عملية حظر الطيران واصلت قوات الناتو مراقبة وتوثيق الرحلات الجوية غير المصرح بها ولكن تم التصريح لها أيضا بفرض المنطقة وإشراك المخالفين إذا لزم الأمر.
كانت عملية مراقبة السماء الأولى من بين العديد من العمليات الجوية لحلف الناتو في البلقان بما في ذلك العملية الأكثر أهمية القوة المتعمدة وعملية قوة الحلفاء. كانت عملية مراقبة السماء أيضا أول عملية جوية لحلف الناتو خارج المنطقة وواحدة من أولى مهامه التعاونية مع الأمم المتحدة. وبالتالي فقد شكلت سابقة للتعاون المستقبلي بين الناتو والأمم المتحدة بناء على نموذج تستخدم فيه قوات الناتو خبراتها الفنية الفائقة لمساعدة الأمم المتحدة في متابعة مهمتها الأوسع. أثرت عملية مراقبة السماء أيضا على السياسة العسكرية حيث أثبتت فائدة طائرة بوينغ إي-3 سينتري وهي الطائرة الرئيسية لحلف الناتو في العملية لمراقبة المهام في ظل مجموعة متنوعة من الظروف. وهكذا أصبحت طائرة E-3 جزءا مهما من تخطيط الناتو لعمليات لاحقة.